# Nina Cassian
Nina Cassian, seudónimo de Renée Annie Cassian (Galați, 27 de noviembre de 1924 - Nueva York, 15 de abril de 2014) fue una poetisa rumana, además de periodista, crítica de cine y compositora de música clásica. Su labor poética produjo más de 50 libros. Se casó en 1943 con el escritor Vladimir Colin y se divorció en 1948 para casarse más adelante con Ştefănescu. En 1985 Nina Cassian viajó a Estados Unidos como profesora visitante, donde se quedó debido a problemas que tuvo con el régimen comunista rumano.
Falleció en Nueva York el 15 de abril de 2014 a los 89 años.

## Obra
- La scara 1/1, Bucarest, 1947
- Sufletul nostru, Bucarest, 1949
- An viu nouă sute şaptesprezece, Bucarest, 1949
- Nică fără frică, Bucarest, 1950
- Ce-a văzut Oana, Bucarest, 1952
- Horea nu mai este singur, Bucarest, 1952
- Tinereţe, Bucarest, 1953
- Florile patriei, Bucarest, 1954
- Versuri alese, Bucarest, 1955
- Vârstele anului, Bucarest, 1957
- Dialogul vântului cu marea, Bucarest, 1957
- Botgros, căţel fricos, Bucarest, 1957
- Prinţul Miorlau, Bucarest, 1957
- Chipuri hazlii pentru copii, Bucarest, 1958
- Aventurile lui Trompişor, Bucarest, 1959
- Încurcă-lume, Bucarest, 1961
- Sărbătorile zilnice, Bucarest, 1961
- Spectacol în aer liber. O monografie a dragostei, Bucarest, 1961
- Curcubeu, Bucarest, 1962
- Poezii, foreword by Ovid S. Crohmălniceanu, Bucarest, 1962
- Să ne facem daruri, Bucarest, 1963
- Disciplina harfei, Bucarest, 1965
- Îl cunoaşteţi pe Tică?, Bucarest, 1966
- Sângele, Bucarest, 1966
- Destinele paralele. La scara 1/1, 1967
- Uite-l este... Uite-l nu e, Bucarest, 1967
- Ambitus, Bucarest, 1969
- Întâmplări cu haz, Bucarest, 1969
- Povestea a doi pui de tigru numiţi Ninigra şi Aligru, Bucarest, 1969
- Cronofagie. 1944-1969, Bucarest, 1970
- Recviem, Bucarest, 1971
- Marea conjugare, Bucarest, 1971
- Atât de grozavă şi adio. Confidenţe fictive, Bucarest, 1971; Segunda edición (Confidenţe fictive. Atât de grozavă şi adio şi alte proze), Bucarest, 1976
- Loto-Poeme, Bucarest, 1971
- Spectacol în aer liber. O (altă) monografie a dragostei, prefacio de Liviu Călin, Bucarest, 1974
- Între noi, copii, Bucarest, 1974
- O sută de poeme, Bucarest, 1975
- Viraje-Virages, edición bilingüe, traducción de la autora, Eugene Guillevic y Lily Denis, Bucharest, 1978
- De îndurare, Bucarest, 1981
- Blue Apple, traducción de Eva Feiler, Nueva York, 1981
- Numărătoarea inversă, Bucarest, 1983
- Jocuri de vacanţă, Bucarest, 1983
- Roşcată ca arama şi cei şapte şoricei, Bucarest, 1985
- Lady of Miracles, traducción de Laura Schiff, Berkeley, 1988
- Call Yourself Alive, traducción de Brenda Walker y Andreea Deletant, Londres, 1988
- Life Sentence, Nueva York-Londres, 1990
- Cheerleader for a Funeral, traducción de la autora y Brenda Walker, Londres-Boston, 1992
- Desfacerea lumii, Bucarest, 1997
- Take My Word for It, Nueva York, 1997
- Memoria ca zestre. Cartea I (1948-1953, 1975-1979, 1987-2003), Bucarest, 2003